# Merry Christmas from Brenda Lee
| Оценки критиков | Оценки критиков |
| Источник        | Оценка          |
| --------------- | --------------- |
| AllMusic        | [ 1 ]           |

Merry Christmas from Brenda Lee — альбом Бренды Ли, выпущенный в 1964 году лейблом Decca Records. В 1999 году альбом был переиздан на лейбле MCA Nashville, расширен до 18 треков и переименован в Rockin’ around the Christmas tree: the Decca Christmas Recordings, который с тех пор остаётся в продаже.

## Список треков

### Сторона A
1. «Rockin' Around the Christmas Tree» (Джонни Маркс)
2. «This Time of the Year» (Клифф Оуэнс, Джесс Холлис)
3. «Jingle Bell Rock» (Джо Бил, Джим Бути)
4. «Strawberry Snow» (Ронни Селф)
5. «Santa Claus Is Comin' to Town» (Джон Фредерик Кутс, Хейвен Гиллеспи)
6. «Silver Bells» (Джей Ливингстон, Рэй Эванс)

### Сторона B
1. «Winter Wonderland» (Феликс Бернард, Ричард Бернхард Смит)
2. «Blue Christmas» (Билл Хэйс, Джей В. Джонсон)
3. «A Marshmallow World» (Карл Сигман, Питер ДеРоуз)
4. «Christmas Will Be Just Another Lonely Day» (Ли Джексон, Патти Сеймур)
5. «Frosty the Snowman» (Уолтер Е. «Джек» Роллинз, Стив Нельсон)
6. «The Angel and the Little Blue Bell» (Джонни МакРэй)

## Позиции в чартах
| Чарт (1964–2024)           | Высшая позиция |
| -------------------------- | -------------- |
| Дания (Hitlisten)          | 27             |
| Нидерланды (Album Top 100) | 7              |
| Венгрия (MAHASZ)           | 11             |
| США Billboard Top LP's     | 17             |

Синглы
| Год  | Сингл                                       | Чарт                            | Высшая позиция |
| ---- | ------------------------------------------- | ------------------------------- | -------------- |
| 1964 | «Christmas Will Be Just Another Lonely Day» | Великобритания UK Singles Chart | 25             |

## История релиза
| Регион           | Дата                 | Формат   | Лейбл         | Прим. |
| ---------------- | -------------------- | -------- | ------------- | ----- |
| Северная Америка | 19 октября 1964 года | Vinyl LP | Decca Records | [ 6 ] |